# Карибська таємниця
«Карибська таємниця» (англ. A Caribbean Mystery) ― детективний роман англійської письменниці Агати Крісті, написаний в 1964 році. Роман розповідає про чергове цікаве розслідування міс Марпл під час відпочинку на карибському березі.

## Сюжет
Міс Марпл і майор Полгрейв сиділи в готелі «Золота пальма». Майор Полгрейв, як завжди, розповідав нудні історії про Кенію, а міс Марпл удавала, начебто слухає його. Захопившись балаканиною, майор почав розповідати міс Марпл історію про одне вбивство, як одна людина вбивала своїх дружин, але інсценувалося самогубство. Майор навіть захотів показати співбесідниці фотографію вбивці, що одержав від одного доктора, що випадково зняв цю людину. Він витягнув з гаманця фотографію й уже хотів показати міс Марпл, як раптом подивився кудись, заметушився й сховав фотографію. У цей час до них наблизилися сім'я Гілінгдон і Дайсон.
Незабаром майор Полгрейв помер від приступу гіпертонії. Але міс Марпл не впевнена, що майор помер від хвороби. Вона впевнена, що це пов'язане з історією про вбивцю й фотографією. Вона просить доктора Грехема знайти фотографію серед речей загиблого, пояснивши, що це фотографія її племінника. Після пошуків доктор Грехем говорить, що не знайшов фотографії. Тепер немає сумнівів ― майора Полгрейва вбили.
Пізніше хтось убиває Вікторію Джонсон, всадивши їй у спину ножа. Міс Марпл одразу ж проводить детективне розслідування, та не знаходить убивці. Після цього леді-детектив говорить з містером Рейфаєлом і дізнається від нього чимало корисної інформації. Потім міс Марпл вистежує за Артуром Джексоном і дізнається, що він любить пхати свого носа у справи містера Рейфаєла.
Тієї ж ночі Молі Кендел отруюється від того, що випила наркотиків. Наступної ночі убивця топить Лакі Дайсон у струмку. Міс Марпл складає два і два докупи й знаходить вбивцю майора Полгрейва, Вікторії Джонсон і Лакі Дайсон.

## Персонажі
- Міс Марпл
- Містер Рейфаєл ― багатий і буркотливий старий. З трудом пересувається.
- Естер Волтерс ― секретарка містера Рейфаєла.
- Тім Кендел ― власник «Золотої пальми».
- Моллі Кендел ― дружина Тіма, також працює в готелі.
- Евелін Хіллінгтон ― молода дівчина, що відпочивала в готелі.
- Едвард Хіллінгтон ― чоловік Евелін.
- Грег Дайсон ― парубок, що потрапив під підозру.
- Лакі Дайсон ― дружина Грега, він називає її Лакі.
- Доктор Грехем ― відпочивальник.
- Джексон ― масажист містера Рейфаєла.
- Прескотт ― канонік, що відпочиває в готелі.
- Міс Прескотт ― сестра каноніка.
- Майор Полгрейв ― стара балакуча людина.
- Вікторія Джонсон ― дівчина, яка працює в готелі.
- Містер Давентрі ― адміністратор з Джеймстауна.
- Інспектор Вестон
- Доктор Робертсон

## Екранізації
- «Карибська таємниця, або Міс Марпл у Вест-Індії» — американський телефільм 1983 року з Гелен Гейс у головній ролі.
- Роман було екранізовано 1989 року у рамках британського серіалу «Міс Марпл» (виробництво BBC), з Джоан Гіксон у головній ролі.
- Також роман було екранізовано 2013 року у рамках серіалу «Міс Марпл Агати Крісті» (виробництво ITV). У головній ролі — Джулія Маккензі.